# Filips II van Nassau-Saarbrücken
Filips II van Nassau-Saarbrücken (Saarbrücken, 25 juli 1509 – Straatsburg, 19 juni 1554), officiële titels: Graf zu Nassau, Saarbrücken und Saarwerden, was graaf van Saarbrücken en Saarwerden. Hij stamt uit het Huis Nassau-Saarbrücken, een zijtak van de Walramse Linie van het Huis Nassau.

## Biografie
Filips was de oudste zoon van graaf Johan Lodewijk van Nassau-Saarbrücken en diens tweede echtgenote Catharina van Meurs-Saarwerden, dochter van graaf Johan III van Meurs-Saarwerden en Anna van den Bergh. Hij werd op 1 augustus 1509 gedoopt in de Stiftskirche Sankt Arnual.
Filips werd opgevoed in het katholieke geloof. Hij diende tussen 1528 en 1543 keurvorst Lodewijk V van de Palts. In 1539 begeleidde hij zijn neef Filips III van Nassau-Weilburg naar Frankfurt voor een bijeenkomst met landgraaf Filips I van Hessen en keurvorst Johan Frederik I van Saksen. In de jaren 1543 tot 1545 was hij mederegent van zijn vader, hij resideerde in Homburg. De bezittingen werden evenwel gedeeld. Filips verkreeg het graafschap Saarbrücken. Zijn broers Johan en Adolf verdeelden de rest. Johan verkreeg de heerlijkheden Ottweiler en Homburg. Adolf verkreeg onder andere de Saarbrückense delen van de heerlijkheid Kirchheim. Het graafschap Saarwerden bleef gemeenschappelijk bezit. Vader Johan Lodewijk behield een kwart van het inkomen. Na diens dood in juni 1545 werd de verdeling van de erfenis met zijn broers op 1 augustus 1545 onderling vastgelegd. Filips resideerde vanaf toen in Saarbrücken. Keizer Karel V bevestigde op 21 maart 1546 bij zijn doorreis in Saarbrücken het bezit van de rijkslenen en de erfvereniging van de broers.
Filips heeft nauwelijks aan de rijkspolitiek deelgenomen en wijdde zich voornamelijk aan het binnenlands bestuur. In de jaren 1547/48 liet hij ter vervanging van de veerdienst in Saarbrücken de Oude Brug in steen bouwen. Om de kosten van 20.000 gulden op te brengen, stond de keizer hem een verhoging van de toltarieven toe. In 1550 werd een instelling voor de voeding van de armen opgericht. Hiervoor richtte hij samen met zijn vrouw een stichting op met een kapitaal van 2000 gulden. Hij heeft ook de watervoorziening in Saarbrücken verbeterd.
Daarnaast streefde hij naar een afronding van zijn grondgebied. Net als reeds zijn vader, trachtte hij de door zijn voorouders in leen gegeven bezittingen terug te kopen of te ruilen. Op 10 augustus 1549 dwong hij de Abdij van Sankt Arnual tot een verdrag. Daarin gaf de abdij zijn eerdere autoriteitsrechten op. De poging van de abdij om zich bij de keizer te beklagen, bleef zonder succes. Op 25 augustus 1550 dwong hij de beschermvoogdij over de Abdij Sint-Nabor in Saint-Avold af. De Abdij St. Martinus ad Glandres in Lubeln koos hem ook als beschermvoogd. De bisschop van Metz verpandde of verkocht hem een reeks bezittingen. Verder pandbezit kwam van de aartsbisschop van Trier. Behalve de heerlijkheid Blieskastel werden deze weer ingelost. Over het bezit van Blieskastel kwam het tot een proces voor het Rijkskamergerecht.
In kerkelijke opzicht bleef Filips katholiek. Hij sloot zich in 1548 aan bij het door Karel V uitgevaardigde Interim van Augsburg. Daarbij kwam het tot het afsluiten van een bijzonder verdrag met de keizer. Bij de doortocht van het keizerlijke leger bij de opmars en terugmars voor de aanval op Metz, leed de bevolking onder de keizerlijke troepen en de oprukkende Fransen. In 1550 richtte Filips een instelling voor de voeding van de armen op.
In 1554 kwam het tot een reformatiepoging in het klooster van Sankt Arnual. Enige tijd later, op 16 maart, droeg Filips om gezondheidsredenen de regering aan zijn broers over. Hij stierf op 19 juni 1554 in Straatsburg. Hij werd begraven in de Stiftskirche Sankt Arnual. Een kleurrijk beschilderd grafmonument herinnert aan hem.

## Huwelijk
Filips huwde op 17 juli 1535 met Catharina Apollonia van Leiningen-Hartenburg († 1585), dochter van graaf Emico IX van Leiningen-Hartenburg en Agnes van Eppenstein. Het huwelijk bleef kinderloos. Catharina Apollonia hertrouwde in 1557 met graaf Johan Jacob I van Eberstein († Frauenberg, 18 maart 1574).

### Buitenechtelijke kinderen
Filips had vier buitenechtelijke kinderen:
Bij Adelheid von Kronenkracht († vóór 1563):
1. Hans Frederik van Nassau en Saarbrücken. Gelegitimeerd op 8 augustus 1565, bevestigd door de keizer te Speyer op 10 september 1565. Wordt vermeld te Bensdorf in 1571.
2. Hans Lodewijk van Nassau en Saarbrücken. Gelegitimeerd op 8 augustus 1565, bevestigd door de keizer te Speyer op 10 september 1565. Wordt vermeld te Helfingen in 1573.

Bij Elisabeth Selz:
1. Filips van Nassau.

Bij een onbekend gebleven vrouw:
1. Filips van Nassau († vóór 1626). Huwde met een onbekend gebleven vrouw. Uit dit huwelijk werden enkele dochters geboren die vermeld worden tussen 1626 en 1638.